# Evolucionismus (náboženství)
Evolucionismus je v religionistice teorie, která předpokládá vývoj náboženských systémů od jednodušších ke složitějším. Mezi první zastánce této teorie patřili angličtí badatelé Edward Burnett Tylor, který považoval za nejstarší formu náboženství animismus, a Robert Henry Codrington, který prosazoval jako nejstarší formu náboženství manaismus. V opozici k evolucionismu stojí degenerativní teorie, která předpokládá prvotní monoteismus. Zastánci této teorie jsou především křesťanští teologové.
Jako nejstarší forma náboženství byly různými badateli chápány následující systémy:
- dynamismus či manaismus – víra v tajemnou neosobní sílu v živých i neživých objektech, prosazována jako nejstarší forma Robertem Henry Codringtonem.
- manismus či kult předků – víra v posmrtný život předků a jejich moc nad potomstvem,  prosazován jako nejstarší forma Herbertem Spencerem.
- totemismus – víra v mytického, zpravidla zvířecího, předka rodu, kmene či jednotlivce, prosazován jako nejstarší forma Williamem Robertsonem Smithem.
- fetišismus – víra v nadpřirozenou moc předmětů
- animismus – víra v nehmotnou duši, prosazován jako nejstarší forma Edwardem Burnettem Tylorem

Za vyšší formy náboženství pak jsou pokládány následující systémy:
- démonismus – víra v nehmotné duchy oživující přírodní objekty
- polyteismus – víra ve více bohů
- henoteismus – forma polyteismu kdy je jedno božstvo považováno za nejvyšší
- monoteismus – (jednobožství) víra podle níž existuje a má být lidmi uctíván pouze jeden Bůh